# Trombudo Central
Trombudo Central is een gemeente in de Braziliaanse deelstaat Santa Catarina. De gemeente telt 6.520 inwoners (schatting 2009).
De plaats ligt aan de rivier de Itajaí-açu.

## Aangrenzende gemeenten
De gemeente grenst aan Agrolândia, Agronômica, Braço do Trombudo, Pouso Redondo en Rio do Oeste.

## Verkeer en vervoer
De plaats ligt aan de wegen BR-470, SC-112 en SC-407.